# Lijst van gebouwen van de Technische Universiteit Delft

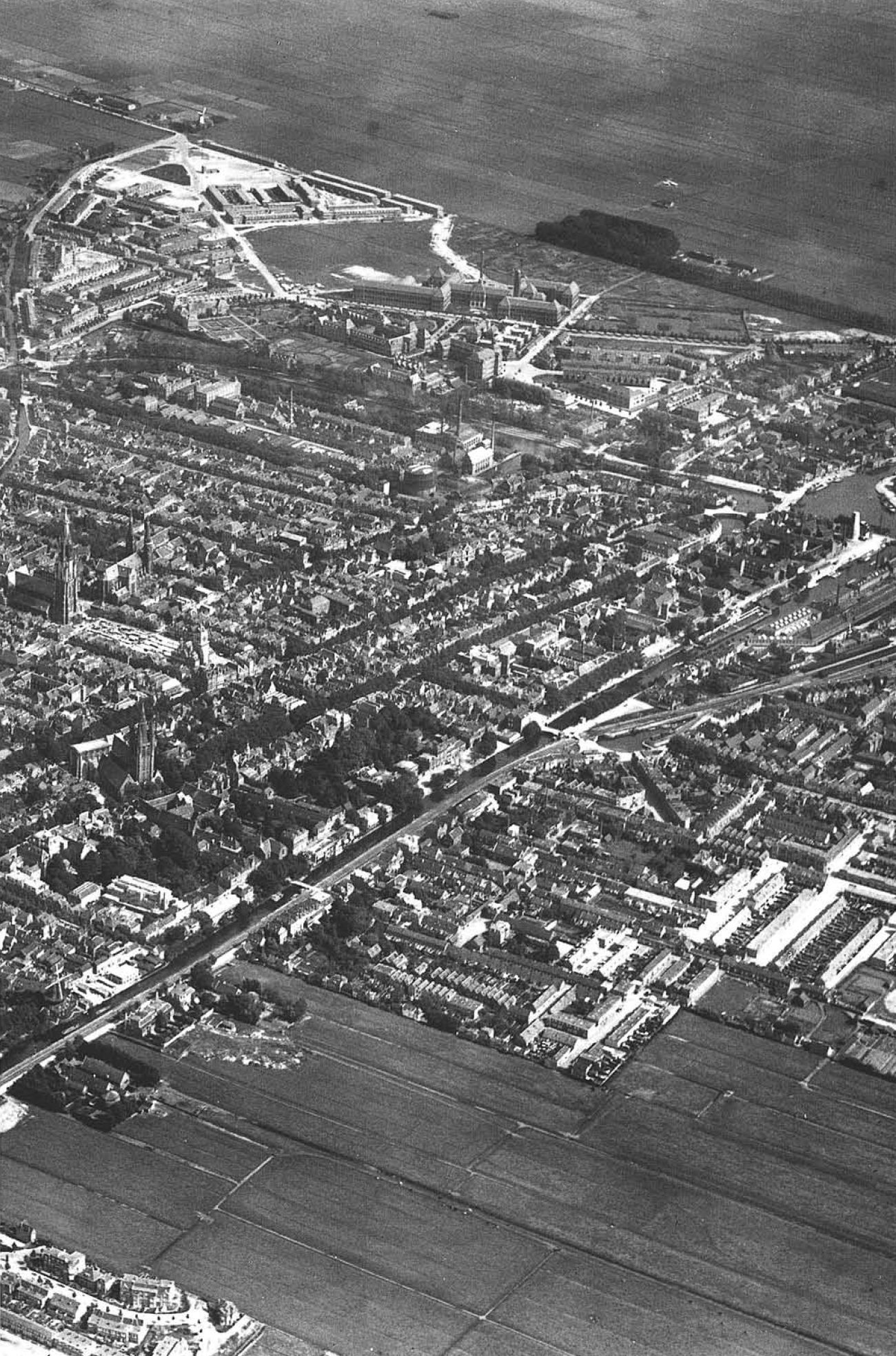
Luchtfoto van Delft in 1925 met bovenin gebouwen aan Kanaalweg, Mijnbouwplein en Julianalaan zichtbaar, maar het merendeel van de huidige de TU wijk is nog polder.

Deze pagina bevat de lijst van de gebouwen die de Technische Universiteit Delft sinds haar ontstaan heeft gebruikt. De lijst heeft de bedoeling een overzicht te geven van de samenstelling van de gebouwenportfolio en de drijfveren van de universiteit voor de gehanteerde huisvestingsstrategie.

## Overzicht
De oorsprong van de Technische Universiteit Delft ligt in 1842, toen de Koninklijke Akademie opgericht werd. De keuze voor de vestiging in Delft zou beïnvloed zijn door de persoonlijke betrokkenheid van koning Willem II en de beperkte financiële middelen van de staat.
De Technische Universiteit Delft was sinds haar ontstaan in 1842 tot de jaren 1890 uitsluitend in de binnenstad van Delft gevestigd, in enkele gebouwen aan en nabij de Oude Delft en de Westvest. De expansie van de universiteit tussen 1890 en 1930 gaf aanleiding tot het realiseren van drie vestigingen aan de rand van de stad: er werd een groep gebouwen gecreëerd in de Wippolder, rondom het de Vries van Heystplantsoen, één aan de Nieuwelaan en één aan de Verwersdijk en het Oostplantsoen. Na de Tweede Wereldoorlog werd de campus aan de Mekelweg gebouwd - vaak 'de TU-wijk' genoemd - om de universiteit ruimte te geven voor de opleiding van de grote aantallen studenten en de bouw van nieuwe en grote laboratoria om de snelle ontwikkeling van de techniek te ondersteunen. Het plan was om alle functies van de universiteit op de nieuwe campus samen te brengen.
Zodra er gebouwen op de campus aan de Mekelweg in gebruik werden genomen - dat was vanaf het midden van de jaren 1960 - begon de universiteit de binnenstad te verlaten: de gebouwen op de campussen aan de Oude Delft/Westvest, de Nieuwelaan en de Verwersdijk/Oostplantsoen werden een na één afgestoten. In 1997, toen de nieuwe bibliotheek aan het Prometheusplein werd geopend, was de laatste functie van de universiteit uit de binnenstad verhuisd. Vanaf het jaar 2000 begon de universiteit zich ook terug te trekken uit de campus rond het de Vries van Heystplantsoen. De monumentale gebouwen werden verkocht voor herontwikkeling. Het afstoten van deze campus was volop aan de gang toen in 2008 beslist werd de faculteit Bouwkunde te verhuizen naar het voormalige hoofdgebouw aan de Julianalaan nadat het gebouw aan de Berlageweg door een catastrofale brand verloren was gegaan. De komst van Bouwkunde betekende een nieuwe impuls voor het gebied en doorkruiste het plan om alle onderzoeks- en onderwijsactiviteiten te concentreren rond de Mekelweg.

## Gebouwen
| Adres                      | Bouwjaar              | In portfolio | Uit portfolio | Sloop                       | Gebruik door TU | Afbeelding                                                                   |
| -------------------------- | --------------------- | ------------ | ------------- | --------------------------- | --- | ---------------------------------------------------------------------------- |
| Oude Delft 95              | 1720                  | 1842         | 1958          | nee                         | Hoofdgebouw, Bibliotheek, Onderwijs in Bouwkunde en Conciërgewoning | RM11999 Delft - Oude Delft 95                                                |
| Oude Delft 87-91           | ca. 1536              | 1842         | 1969          | nee (slechts gevel in 1875) | Directeurswoning, collegezalen, modelzalen en ateliers voor verschillende studies | Delft - Oude Delft 89-91                                                     |
| Westvest 9                 | 1864                  | 1864         | onbekend      | nee                         | Scheikunde en Werktuigbouwkunde | RM12254 Delft - Westvest 9                                                   |
| Westvest 7                 | 1874                  | 1874         | onbekend      | nee                         | Natuurkundelaboratoria en een grote collegezaal | Voorgevel school met een gepleisterd middenrisaliet - Delft - 20389717 - RCE |
| Kanaalweg 4                | 1892-1894             | 1895         | 1975          | nee                         | Geodesie | Exterieur VOORGEVEL EN RECHTER ZIJGEVEL - Delft - 20300035 - RCE             |
| Nieuwelaan 5               | 1894-1896             | 1896         | 1955          | nee                         | Bacteriologisch Laboratorium | Delft - RM 525328                                                            |
| Oude Delft 69              | 1895                  | 1901         | onbekend      | nee                         | Weg- en Waterbouwkunde (voormalige Indische Instelling) |                                                                              |
| Oude Delft 71              | ca. 1800              | 1898         | onbekend      | nee                         | Laboratorium voor Microchemie | Delft - Oude Delft 71                                                        |
| Kanaalweg 2                | 1899-1902             | 1902         | ca. 1997      | nee                         | Laboratorium voor Toegepaste Natuurkunde en Electrotechniek tot 1969; daarna Faculteit der Wijsbegeerte en Technische Maatschappijwetenschappen | Exterieur VOORGEVEL, RECHTER ZIJGEVEL - Delft - 20300016 - RCE               |
| Oude Delft 81              | eerste kwart 19e eeuw | 1908         | onbekend      | nee                         | Technische Botanie (toen nog Microscopische Anatomie geheten) (voormalig kantongerecht) | RM11994 Delft - Oude Delft 81                                                |
| Oude Delft 55-57           | 1405                  | 1910         | 1947          | nee                         | onbekend (voormalig Sint-Barbaraklooster) | Delft - Sint-Barbaraklooster                                                 |
| Oude Delft 118             | 1400                  | 1911         | 1915          | nee                         | Opslag boeken van de Bibliotheek (zolder Sint-Hippolytuskapel Voormalige Heilige Geestzusterskapel) |                                                                              |
| Weeshuisplaats             | onbekend              | 1911         | onbekend      | nee                         | Scheikundig laboratorium (voormalig Gereformeerd Weeshuis) |                                                                              |
| Nieuwelaan 76              | 1911                  | 1911         | 1955          | nee                         | Scheeps- en Werktuigbouwkunde | Delft - Nieuwelaan (vm complex Werktuigbouwkunde)                            |
| Mijnbouwstraat 120         | 1929                  | 1912         | 2007          | nee                         | Mijnbouwkunde | Delft - Mijnbouwstraat 120                                                   |
| Schuttersveld 2            | 1910-1915             | 1915         | 1997          | nee                         | Bibliotheek | Exterieur OVERZICHT - Delft - 20281058 - RCE                                 |
| Oude Delft 75              | 1697                  | 1917         | 1976          | nee                         | Onderwijs in Decoratieve Kunst (onderdeel van Bouwkunde) | Gevel - Delft - 20052516 - RCE                                               |
| Poortlandlaan 35           | 1919                  | 1919         | heden         | nee                         | Technische Botanie |                                                                              |
| Oostplantsoen 25           | 1918-1923             | 1923         | 1997          | nee                         | Weg- en Waterbouwkunde | Delft - Oostplantsoen 94-124                                                 |
| Vries van Heystplantsoen 2 | 1916-1923             | 1923         | onbekend      | gedeeltelijk (2010)         | Analytische Scheikunde | Scheikundige propedeuse                                                      |
| Oude Delft 118             | ca. 1400              | 1925         | 1966          | nee                         | Aula (Sint-Hippolytuskapel Voormalige Heilige Geestzusterskapel) | Hippolytuskapel delft                                                        |
| Phoenixstraat 18           | onbekend              | 1925         | 1932          | ja (onbekend)               | Technische Hygiëne (Voormalig sigarenfabriek 'van Hillen') |                                                                              |
| Mijnbouwplein 11           | 1929-1930             | 1930         | onbekend      | nee                         | Laboratorium voor microchemie en metallografie, later Technische Fysica | Delft Mijnbouwplein                                                          |
| Schuttersveld              | onbekend              | 1931         | onbekend      | ja (onbekend)               | Waterloopkundig Laboratorium | Waterloopkundig Laboratorium in Delft interieur                              |
| Oude Delft 39              | 1631                  | 1933         | 1970          | nee                         | Bouwkunde (voormalig Oost-Indisch Huis) | Oude Delft Oost-Indisch Huis                                                 |
| Julianalaan 134            | 1918-1923, 1945       | 1945         | heden         | nee                         | Rode Scheikunde/hoofdgebouw/Bouwkunde | Gebouw TU Delft                                                              |
| Julianalaan 136            | 1936-1938, 1945       | 1945         | heden         | nee                         | Gele Scheikunde | Overzicht gedeelte voorgevel - Delft - 20353564 - RCE                        |
| Leeghwaterstraat 1-5       |                       | 1951         | heden         | nee                         | Proeffabrieken | IO Gebouw                                                                    |
| Rotterdamseweg             |                       | 1952         | heden         | nee                         | Gebouwen voor de Technische Hogeschool en TNO |                                                                              |
| Mekelweg 2                 | 1945-1953             | 1955         | heden         | nee                         | Faculteit Werktuigbouwkunde en Maritieme Techniek | Overzicht van de linkergevel met trappenhuis - Delft - 20420688 - RCE        |
| Mekelweg 9                 | 1956-1959             | 1959         | heden         | nee                         | Sportgebouw |                                                                              |
| Jaffalaan 9                |                       | 1961         | heden         | nee                         | Faculteit Industrieel Ontwerpen |                                                                              |
| Lorentzweg 1               |                       | 1963         | heden         | nee                         | Faculteit Technische Natuurwetenschappen | Faculteit Technische Natuurwetenschappen                                     |
| Mekelweg 15                | 1957-1963             | 1963         | heden         | nee                         | Reactor Instituut Delft | Delft - Onderzoeksreactor in Delft - Technische Universiteit Delft           |
| Kluyverweg                 | 1958-1965             | 1963         | heden         | nee                         | Faculteit Lucht- en Ruimtevaartechniek | Faculty of Aerospace Engineering                                             |
| Mekelweg 1                 | 1958-1968             | 1966         | heden         | nee                         | Aula | Aula TU Delft                                                                |
| Berlageweg 1               |                       | 1970         | 2008          | brand                       | Faculteit Bouwkunde | Gebouw Bouwkunde                                                             |
| Mekelweg 4                 | 1959-1972             | 1972         | heden         | nee                         | Faculteit Elektrotechniek, Wiskunde en Informatica | TU-Delft-EWI-1                                                               |
| Stevinweg 1                | 1957-1969             | 1975         | heden         | nee                         | Faculteit Civiele Techniek en Geowetenschappen |                                                                              |
| Thijsseweg 11              |                       | 1975         | heden         | nee                         | Geodesie |                                                                              |
| Mekelweg 8                 |                       | 1976         | heden         | nee                         | Apparatenbouw voor de Procesindustrie |                                                                              |
| Jaffalaan 5                |                       | 1992         | heden         | nee                         | Faculteit Techniek, Bestuur en Management | TU Delft Faculteit Techniek, Bestuur en Management                           |
| Prometheusplein 1          | 1997                  | 1997         | heden         | nee                         | Bibliotheek TU Delft | Bibliotheek TU Delft                                                         |
| Rotterdamseweg 139a        |                       |              |               | gesloopt 2006-2007          | Laboratorium voor Warmte- en Stoftechniek |                                                                              |
| Leeghwaterstraat 36        | 1952-1957             | 1957         |               | nee                         | Ketelhuis met pomphuis en transformatorstation, gebouwd ten behoeve van de warmtevoorziening voor de nieuwe onderwijs- en onderzoeksgebouwen. Ontworpen in een expressieve functionalistische stijl. Het ketelhuis was verbonden aan het 2006-2007 gesloopte laboratorium voor Warmte- en Stoftechniek; Rotterdamseweg 139a.                                                                                   |                                                                              |
| Pieter Calandweg 3, 5      | 1964-1975             |              |               | nee                         | Stevinlaboratorium, 'Stevin III'. Tegelijk met het bijbehorende gebouw voor Civiele Techniek in functionalistische stijl ontworpen. Gebouwd ten behoeve van onderzoek en onderwijs op het gebied van vloeistofmechanica. |                                                                              |
| Stevinweg 3                | 1957-1969             |              |               | nee                         | Stevinlaboratorium, 'Stevin II', in functionalistische stijl ontworpen ten behoeve van onderwijs en onderzoek op het gebied van toegepaste mechanica en constructies en materialen. Het laboratorium behoort bij het gelijktijdig door dit architectenbureau gebouwde complex van Civiele Techniek. |                                                                              |
| Stevinweg 4                | 1952-1957             |              |               | nee                         | Stevinlaboratorium, 'Stevin I', van de Technische Universiteit Delft, in functionalistische stijl ontworpen. Gebouwd ten behoeve van onderzoek en onderwijs op het gebied van toegepaste mechanica en het onderzoek van constructies. In 1963 uitgebreid naar ontwerp van bureau Verhave Luyt De Iongh. |                                                                              |
| Rotterdamseweg 137         | 1953                  | 1953         | ca. 2005      | 2006                        | Het Laboratorium Metaalkunde (later omgedoopt tot achtereenvolgens Materiaalkunde en Technische Materiaalwetenschappen), naar een ontwerp van de architecten J.E. Rijnsdorp en J.H. van den Broek. In 1953 is men begonnen met de bouw van het hallengedeelte van het gebouw, in 1957 werd begonnen met de bouw van het hoofdblok langs de Rotterdamseweg. Op 4 oktober 1961 vond de officiële opening plaats. |                                                                              |
| Van der Maasweg 9          | 2012-2016             | 2016         | heden         | nee                         | Gebouw TNW Applied Sciences Ontwerp: Ector Hoogstad Architects |                                                                              |
| Van der Burghweg 1         |                       | 2016         | heden         | nee                         | Bouwcampus, in gebruik voor het onderwijs en ook geleend aan bedrijven |                                                                              |
| Landbergstraat             | 2014-2018             | 2018         | heden         | nee                         | Pulse, in gebruik voor het onderwijs, het eerste energieneutrale gebouw van de TU Delft |                                                                              |
| Van Mourik Broekmanweg 5   | 2017-2022             | 2022         | heden         | nee                         | Echo gebouw, ontworpen door UNStudio, in gebruik voor het onderwijs |                                                                              |
| Cornelis Drebbelweg 6      | 2022-2023             | 2023         | heden         | nee                         | Flux gebouw, in gebruik voor het onderwijs |                                                                              |